# Lục lạc Trung Bộ
Lục lạc Trung Bộ hay sục sạc Trung Bộ (danh pháp: Crotalaria annamensis) là một loài thực vật có hoa trong họ Đậu. Loài này được Phon miêu tả khoa học đầu tiên.